# Łazęka
Łazęki, łazenki, lasanki, łaźniki, łazy (łac. ignavi, oscitabundi, niem. Herumsreicher, Langsamer Kriecher, Lassen) – kategoria półwolnych chłopów książęcych w średniowiecznej Polsce.
O dawnych łazękach zachowało się niewiele informacji.
Przysługiwało im dziedziczone prawo grupowe „ius lasanki”, do służby i ziemi, którą użytkowali. Łazenki należeli do własnej organizacji „officium lasanki”, na której czele w 1223 roku stał starosta Bogdan z Polkowic.
Łazenków wymieniały dwa dokumenty z kancelarii Henryka Brodatego. W jednym z nich, wydanym w roku 1223, książę wyrzuca grupę niewolników z miejscowości Sichów na Śląsku, podarowanej cystersom, jednocześnie jakby w rekompensacie czyniąc ich półwolnymi i obdarzając prawem łazenków, „ius lasanki”. Sędzią-rządcą tego prawa książę Henryk ustanowił starostę polkowickiego Bogdana.
Trudno dzisiaj określić, na czym polegała służba łazenków. Roman Grodecki był zwolennikiem tezy, że ich nazwa wywodzi się od terminu łazy, oznaczającego teren po wypalonym i wykarczowanym lesie, przeznaczony do ręcznej uprawy. Utożsamiał też łazęków z załazami „adwenae”.
Wacław Korta twierdził, że nazwa łazęki pochodzi od dawnego czasownika łazowanie, czyli karczowanie i wycinanie drzew, Podobnie Karol Modzelewski uważa ich za służbę kolonizującą tereny powypaleniskowe.
Karol Buczek dodawał, że można by ich uznać za odpowiednik czeskich chodów czyli stróżów dróg i pól, czyli porównuje nazwę łazenków do terminu łazić, chodzić.
Karol Buczek w innym miejscu pisał o ludziach zwanych „lassy”, „lazze” (nie wiążąc ich z łazenkami), co było synonimem litów półwolnych w przywilejach dla klasztorów w Lauterberg koło Halle (rok 1181) i Kaltenbrunn (rok 1122), gdzie wymienia się ich obok żupanów, „supani” i witezi, „withasii”, smardów i ”zmurde”, a więc ludności, której nazwy wskazują na pochodzenie słowiańskie.
Nazwa łazęki przetrwała dłużej, ale w najprawdopodobniej wyłącznie w potocznym znaczeniu łazęgi, włóczęgi, co być może wiąże się z charakterem pracy przedstawicieli tego zawodu. Słownik Knapiusza z XVI wieku wymienia takich łazików, łazęków, kraczochów, inni autorzy oprócz włóczęgostwa, przypisywali im szpiegowanie.
Śladem po istnieniu grup ludności służebnej są dawne osady służebne. W Polsce istnieje jedna miejscowość o nazwie Łazęki, wymieniana dawniej także jako Łazenki, na Mazowszu, ponadto Popowe Lasanki, Lasanka pod Sejnami i wiele miejscowości o nazwie Łazy. Stanisław Rospond wiąże z nazwą łazownicy-łazęki, leżące niedaleko Legnicy, dzisiejsze Lasowice, kiedyś "Lassouici" (1218).